# École nationale des sciences appliquées de Tanger
 (décembre 2014).
L'École nationale des sciences appliquées de Tanger (ENSAT)  (en arabe : المدرسة الوطنية للعلوم التطبيقية طنجة) sise à Tanger le chef-lieu de la région nord du Maroc, est une grande école d’ingénieurs marocaine créée par l'université Abdelmalek Essaâdi (UAE) en partenariat avec l'INSA de Lyon. C’est un établissement public, formant des ingénieurs d’état généralistes avec des spécialisations en : Génie des systèmes de télécommunication & réseaux (GSTR), Génie informatique (GINF), Génie des systèmes électroniques et automatique (GSEA), Génie  industriel & logistique (GIL), Génie Eco-Énergétique et Environnement Industriel (G3EI)  et Génie Cybersécurité (GCYS).

L’innovation du projet, ainsi que le succès de l’ENSA de Tanger donnèrent lieu à l’implémentation du modèle ENSA dans d’autres villes et la création d’un réseau ENSA au sein du Maroc.

## Présentation générale
L’ENSA de Tanger est un établissement public relevant de l'Université Abdelmalek Essaâdi et a pour mission de former des ingénieurs d'État pluri-compétents, et innovants. 

Première des ENSA du Maroc à être créée avec une forte ambition d'ouverture sur l’environnement socio-économique, c’est une école d'ingénieur à recrutement post-baccalauréat qui forme en cinq ans des ingénieurs en  5 spécialités : 
- Génie des systèmes de télécommunications & réseaux
- Génie des systèmes électroniques et automatique
- Génie informatique (Génie logiciel, Systèmes d’information)
- Génie industriel & logistique
- Génie Eco-Énergétique et Environnement Industriel

## Valeurs fédératrices de l'ENSA Tanger
L'ENSA Tanger est fédérée par des valeurs concrétisées et conjuguées par toute sa communauté : élèves-ingénieurs, enseignants chercheurs, ingénieurs, administratifs, agents.. 
- Engagement : Contrat éthique, responsabilité, adhésion, qualité et rigueur, ambition.
- Esprit d'équipe : Partage et solidarité, fierté d’appartenance, confiance, valorisation, écoute et ouverture, communication, complémentarité
- Esprit d'initiative : Performance, créativité, innovation et anticipation
- Transparence : Équité, intégrité, loyauté, crédibilité et mérite

Ces valeurs sont partagées et pratiquées au niveau de toutes les structures de l’établissement : Administration, Départements, Services, Cellules et sont communiquées et enseignées à tous les nouveaux élèves ingénieurs. Elles servent en quelque sorte de charte qui engage tous les acteurs à la respecter et à la défendre.
 
Une charte qui favorise le développement et le rayonnement de l’ENSA de Tanger, en tant que grande école d’ingénieurs qui joue pleinement son rôle dans l’apprentissage et l’éducation et qui est engagée dans la dynamique du développement de notre pays.

## Formation

### Ingénieur
L’architecture pédagogique de la formation initiale à l’ENSA est articulée sur deux cycles : un  Cycle préparatoire  de 2 ans (soit 4 semestres) et un Cycle ingénieur de 3 ans (soit 6 semestres).     
La formation est ainsi organisée sur 5 ans, avec une spécialisation progressive qui respecte autant que possible les choix des élèves quant à leurs souhaits de spécialisation. En complément des disciplines scientifiques et technologiques, les sciences humaines, sociales et de gestion font partie intégrante du cursus. 	 
L'enseignement est dispensé sous forme de modules. Chaque module est enseigné sur un semestre qui comporte 15 semaines effectives. L'enseignement se déroule suivant un emploi du temps affiché au début de chaque semestre, strictement appliqué par les étudiants et le corps enseignant.
Le contrôle des connaissances est de type continu. Il a lieu sous forme de tests, de travaux pratiques ou dirigés, de devoirs, de stages et d'un ou de plusieurs examens ou de tout autre moyen d'évaluation pédagogique. Chaque module est noté de 0 à 20 compte tenu de la moyenne des notes obtenues aux différents contrôles de connaissances
Le redoublement n'est autorisé qu'une seule année dans chaque cycle.

#### Admission
On peut intégrer l’école après un baccalauréat scientifique ou technique, ou des diplômes équivalents d’autres pays, la moyenne d’accès au concours diffère selon le type de baccalauréat. Des procédures existent également pour intégrer l’école en troisième ou quatrième année.

#### Cycle préparatoire
Le Cycle Préparatoire (CP) intégré de deux ans ouvre l’accès au Cycle Ingénieur (CI) de trois ans. Comme les classes préparatoires aux grandes écoles, son but est d’initier les élèves  par un enseignement général sur les sciences fondamentales afin d’approfondir leur connaissance technique et méthodologique et de leur donner une vue d’ensemble sur ce qui pourra faire l’objet de leur spécialisation.
Pour cela, l'étudiant reçoit un enseignement dont les objectifs sont les suivants:
1-Le renforcement et l’acquisition des connaissances de base.
2-Le renforcement de l'autonomie.
3-L’acquisition de savoir-faire méthodologique
4-La connaissance des métiers de l'ingénieur.
L'enseignement est organisé en groupes et s'appuie sur des cours, travaux dirigés et des travaux pratiques. Durant ce cycle, l'étudiant consolide sa formation dans les sciences de base : Mathématiques, Physique, Chimie...
Les langues sont obligatoires, l’anglais en particulier, et l’élève ingénieur s'initie à l'outil informatique, à la technologie, aux sciences humaines et à la gestion d’entreprise.

#### Cycle ingénieur
Le Cycle Ingénieur est étalé sur 3 ans soit sur 6 semestres. L'enseignement est dispensé sous forme de modules à raison de 6 modules par semestre.  Au cours des trois années d'études, pour mettre les étudiants en contact avec les métiers d'ingénieur, des stages et des visites sont organisés. Le dernier semestre du cycle est consacré à un Projet de Fin d'Études (PFE) réalisé en entreprise. 
Les étudiants ont le choix entre les 5 filières proposées :
- Génie des systèmes de télécommunications & réseaux
- Génie des systèmes électroniques et automatique
- Génie informatique (Génie logiciel, Systèmes d’information)
- Génie industriel & logistique
- Génie Eco-énérgétique et environnement industriel

##### Filières

###### Génie des Systèmes de Télécommunications & Réseaux
Identification de la filière :
- Intitulé: Génie des Systèmes de Télécommunications et Réseaux
- Domaine : Sciences et Techniques
- Discipline(s) : Informatique, Réseaux, Systèmes de transmission
- Mots clés : Informatique, Télécommunications, Réseaux, Systèmes de transmission.

Objectifs de la formation :

La perpétuelle croissance et innovation de l'industrie des télécommunications a toujours permis d’offrir aux gens des modes de communication de plus en plus évolués et une large gamme de services large bande de plus en plus rapides et facile d'accès. 
Compte tenu de cette dynamique que connait le secteur des télécoms, l’ingénieur télécoms se doit compétent dans  la conception, le développement, l’exploitation et la gestion des systèmes de traitement et de transmission de l’information, ainsi que dans l'administration de réseaux et de base de données.
La filière « Génie des Systèmes de Télécommunications et Réseaux » a pour objectif la formation d’ingénieurs en mesure de satisfaire les besoins du marché des Télécoms  en forte progression. Ainsi les lauréats possèdent habilités et outils requis pour intégrer les différentes branches de l’industrie des télécommunications. 
Comme c’est un domaine en constante évolutivité, les élèves-ingénieurs supportent et complètent leur formation académique par des stages en entreprise au cours du Cycle Ingénieur. Chaque année ils sont amenés à effectuer dans des entreprises régionales et nationales, différents types de stages afin de participer à la vie de l’entreprise d’accueil. Ils offrent également aux élèves ingénieurs la possibilité d’acquérir une expérience professionnelle dans le domaine de leur spécialité.
Débouchés et retombées de la formation:

- Ingénierie et définition des architectures de réseau en entreprise
- Applications de la définition des réseaux à la conception des systèmes
- Mise en place et maintenance des systèmes d’exploitation, des réseaux et des logiciels de base

###### Génie des systèmes Électroniques & Automatiques
Identification de la filière :
- Intitulé: Génie des Systèmes Électroniques & Automatiques
- Domaine : Sciences et Techniques
- Discipline(s) :  Électronique
- Mots clés : Microélectronique, Électronique, Automatique, Informatique industrielle, Robotique

Objectifs de la formation :

Depuis les années soixante, l'électronique gère, mémorise et traite une quantité importante d'informations dans des composants de plus en plus petits et nécessitant de moins en moins d'énergie pour leur fonctionnement : les circuits intégrés et la microélectronique.
La formation en « Génie des Systèmes Électroniques et Automatique » est axée autour de trois catégories d’enseignement :
- Scientifique générale ;
- Génie électronique et automatique avec une orientation accentuée en microélectronique et une formation humaine et professionnelle ;
- Une pédagogie faisant appel à l'auto formation : conduite de projets, travaux pratiques, analyse fonctionnelle…

La filière conduit à la formation d’ingénieurs capables de répondre à des besoins du marché de l’emploi essentiellement privé dans un domaine de haute technologie. Elle permet aux lauréats d’avoir les outils et les compétences nécessaires notamment dans le domaine de la microélectronique et de l’informatique industrielle, par la maîtrise des outils de CAO de systèmes complexes électroniques : microélectronique, systèmes temps réel, contrôle et commande, robotique…

De par leur formation, les ingénieurs pourront apporter leur compétence dans le développement des applications industrielles qui visent l'amélioration des processus de production, la qualité des produits et l'amélioration des conditions de travail.
Débouchés et retombées de la formation:
Les lauréats de la filière ont des compétences très spécialisées dans le domaine de la microélectronique où les besoins en recrutement dépassent de loin le nombre de lauréats formés par les écoles et facultés nationales. La situation actuelle montre que cette tendance persistera au moins pour les dix années à venir puisque, régulièrement et en plus des besoins immédiats, de nouvelles sociétés s’implantent au Maroc. 

Par ailleurs et de par leur formation, les lauréats sont aussi aptes à intégrer des bureaux d’études et des secteurs de l’industrie spécialisés ou faisant appel à l’informatique industrielle, l’automatique et l’automatisme, la commercialisation et le service à la vente et après vente de produits électroniques. En entreprise, l’ingénieur en Génie des Systèmes Électronique & Automatique est, tout en étant capable d’utiliser et de développer dans un premier temps ses connaissances techniques, de s’adapter rapidement aux situations particulières techniques, d’évoluer et de prendre de plus en plus de responsabilités. 

Il doit être alors capable d’accompagner et de mener ses collaborateurs vers les objectifs visés en mettant en œuvre des qualités de relations humaines, de gestion d’équipe et de gestion de projet, pour expliquer, convaincre, motiver, animer, contrôler… Par sa formation, l’ingénieur peut occuper les fonctions telles que :
- Directeur : Directeur technique, de l'ingénierie, Directeur d'usine, Directeur des achats.
- Responsable : Chef d’équipe de conception CAO, Responsable d’un service, d'une ligne de fabrication.
- Ingénieur : Ingénieur de bureau d'études.

###### Génie informatique
Identification de la filière :
- Intitulé: Génie Informatique
- Domaine : Sciences et Techniques
- Discipline(s) : Informatique, Réseaux, Systèmes d’informations
- Mots clés :  Informatique, Réseaux, Systèmes d’informations, Nouvelles technologies, Infrastructure, Management

Objectifs de la formation :
Former des ingénieurs capables d'intervenir dans l'étude de projets, le développement de logiciels, la maîtrise de la conception, de la programmation et du test des logiciels, la gestion de centres informatiques, l'administration de réseaux et de base de données.
Les élèves-ingénieurs complètent leur formation académique en effectuant des stages pratiques en entreprise au cours du Cycle Ingénieur. Chaque année ils sont amenés à effectuer dans des entreprises régionales et nationales, différents types de stages :
- un stage technicien en 1re année (juillet et août)
- un stage ingénieur assistant en 2e année (juillet et août)
- un Projet de Fin d’Études en 3e année (de février à juin)

Les stages permettent aux élèves-ingénieurs de participer à la vie de la structure d’accueil. Ils offrent également aux élèves ingénieurs la possibilité d’acquérir une expérience professionnelle dans le domaine de leur spécialité.
Débouchés et retombées de la formation:
- Ingénierie de réseaux d’entreprises
- Intégration des systèmes client-serveur
- Systèmes et applications répartis

###### Génie industriel & logistique
Identification de la filière :

Intitulé: Génie Industriel & Logistique

Domaine : Sciences et Techniques 

Discipline(s) : Gestion de production, Gestion de projet, Conduite de l'entreprise, Logistique, Automatique et Systèmes, Mécanique, Informatique, L’homme et l’entreprise, Projets

Mots clés :  Génie Industriel, Logistique 
Objectifs de la formation :

L’ingénieur en Génie Industriel & Logistique, est fondamentalement un manageur de la production, ouvert sur l’International. Il est capable de concevoir, d’organiser, d’implanter ou de piloter des systèmes industriels complexes en considérant l’ensemble des dimensions techniques, organisationnelles, financières et humaines. Il participe à l’organisation de l’entreprise, en respectant les principes de durabilité et de respect de l’environnement. Il met ses connaissances au service de la performance, de la sécurité et de la qualité. Sa compétence s’étend des installations jusqu’aux produits, en passant par les relations et les informations mises en jeu lors de la production.
La logistique étant un volet important du domaine du génie industriel, la formation développe les enseignements adéquats pour une spécialisation dans le domaine de la logistique en vue de répondre à un besoin de plus en plus exprimé.
Débouchés et retombées de la formation:

En entreprise, l’ingénieur en Génie Industriel & Logistique utilise et développe dans un premier temps ses connaissances techniques, mais son évolution personnelle le conduira à prendre de plus en plus de responsabilités. Il doit être alors capable d’accompagner et de mener ses collaborateurs vers les objectifs visés en mettant en œuvre des qualités de relations humaines, de gestion d’équipe et de gestion de projet, pour expliquer, convaincre, motiver, animer, contrôler…
La variété des carrières est très grande car l'ingénieur en génie industriel & logistique peut être utile partout. Du fait de sa formation généraliste, on le retrouve dans tous les secteurs de l'entreprise pouvant occuper les fonctions telles que :
- Directeur : Directeur technique, de la production, de l'ingénierie, Directeur d'usine, Directeur de la logistique, Directeur des achats.
- Responsable : Responsable de la production, d'une ligne de fabrication, du planning et de l'ordonnancement, de la qualité, des méthodes.
- Ingénieur : Ingénieur process/méthodes, Ingénieur de la qualité, Ingénieur de bureau d'études

Le génie Industriel & Logistique, ayant une vocation internationale, une bonne partie des postes se trouvent dans des entreprises à stature internationale.

### Diplômes du cycle des études supérieures spécialisées (DCESS)
L’Ensa de Tanger offre deux formations donnant lieu à un DCESS :
- Cybersécurité
- Ingénierie des Systèmes Décisionnels et Géomatique (ISDG)
- Master Ingénierie des systèmes et Management de projets (ISMP)
- Ingénierie en microélectronique & informatique industrielle

### Diplômes du cycle approfondi (DCA)
L’Ensa de Tanger offre 4 formations donnant lieu à un DCA :
- DCA Maintenance des Systèmes Mécatroniques
- DCA Génie Informatique
- DCA Systèmes Informatiques Avancés
- DCA Ingénierie Informatique Appliqué à la Gestion des Entreprises (DIIAGE)
- DCA Sécurité informatique
- DCA Réseaux & Télécommunications
- DCA Logistique
- DCA Management industriel

### Doctorat
La thèse de doctorat est un diplôme sanctionnant trois années de formation d’études et de recherche au sein d’une équipe de recherche et sous la direction d’un enseignant chercheur ou chercheur habilité à diriger des recherches. L'ENSA dispose d'une formation doctorale au sein de l'établissement depuis Juin 2021. Les structures de recherche accueillant les doctorants sont les Équipes de Recherche ERMIA & IDS, et les laboratoires LABTIC & LTI Pour plus de détails, voir le site web www.ensat.ac.ma

## Association et Clubs

### Association des étudiants  (ADE)
L'Association des étudiants de l’ENSA de Tanger créé en 2016, est dirigé et administré par un bureau exécutif composé de 9 membres élus par élections pour une durée de deux ans. Il a pour but de représenter les élèves ingénieurs de l’école vis-à-vis de l’administration, des enseignants et au niveau externe. De plus, il contribue au rayonnement et au prestige de l’établissement et assure le suivi et le bon déroulement de la vie estudiantine tout en veillant à promouvoir l’image et la notoriété des élèves de l’ENSA de Tanger.
L'ADE ENSA-Tanger chapote différentes activités parascolaires organisées au sein de l’école à savoir :
La semaine d’intégration des nouveaux étudiants au sein de l’école.
Le FORUM ENSAT-ENTREPRISE
Le TEDx de l’ENSA Tanger
Les Olympiades ENSA Tanger
Constitution du Bureau de l'Association des étudiants
Ces 9 membres sont répartis comme suit :
Président

Vice-président

Trésorier et responsable pédagogique

Secrétaire général

Community manager

Responsable des clubs

Responsable des événements

Responsable logistique et fundraising

Responsable des relations extérieures

### Clubs
Le nombre de clubs au sein de l’ENSA est, année après année, en constante augmentation. Les clubs s’intéressent à différents domaines : 
Club TelNet (Télécommunications et Réseaux), 
Club d'Astronomie,
2C (Club culturel),
MASKOVAT,
Club Échecs, 
Club Musique, 
Club droits de l'homme, 
ENSAT International students Club,
Computer Science Club, 
Robotics Club,  
UNET, 
Club Industriel, 
ENSAT Consulting Club, 
ENSAT Press, 
BOZAR, 
Engineer Career Club, 
NRJ+, 
Environnement et Développement Durable, 
Events Club, 
Enactus, 
Club sport et divertissement, 
Ultras Ensat Brothers 2015 (une organisation à but non lucratif )
Ils animent la vie estudiantine au sein de l’ENSA, et favorisent l’épanouissement personnel des étudiants.

## Forum de l’ENSA de Tanger
Activité majeure au sein de l’ENSA de Tanger, il s’agit du premier forum de recrutement d'ingénieurs au nord du Maroc. Durant le forum, plusieurs séminaires portant sur une thématique bien déterminée sont organisés au sein de l’école. Parmi les thèmes abordés :
- le commerce en ligne ;
- le développement des régions du Nord ;
- les métiers d’ingénieur au service de l’émergence de l’économie marocaine ;
- les métiers d’ingénieur  et l’horizon Tanger 2012 ;
- les métiers d’ingénieur  et la qualité et l’environnement ;
- le métier d’ingénieur : un savoir-faire au service de la qualité et de l’environnement dans une économie en expansion ;
- l’ingénieur et l’entreprise : vers la promotion de l’excellence.